# Sijddojávrre
Sijddojávrre, enligt tidigare ortografi Sitojaure, är en sjö i Jokkmokks kommun i Lappland och ingår i Luleälvens huvudavrinningsområde. Sjön har en area på 21,7 kvadratkilometer och ligger 632 meter över havet. Sijddojávrre ligger till största delen omgiven av Ultevis fjällurskog Natura 2000-område, men ingår inte i reservatet. En mindre del av sjöns västra del ligger i Sarek Natura 2000-område. Sjön avvattnas av vattendraget Sijddoädno.

## Delavrinningsområde
Sijddojávrre ingår i det delavrinningsområde (745960-161472) som SMHI kallar för Utloppet av Sitojaure. Medelhöjden är 848 meter över havet och ytan är 142,05 kvadratkilometer. Räknas de 40 avrinningsområdena uppströms in blir den ackumulerade arean 693,72 kvadratkilometer. Sijddoädno som avvattnar avrinningsområdet har biflödesordning 3, vilket innebär att vattnet flödar genom totalt 3 vattendrag (Blackälven (Smadjeädno), Lilla Luleälven, Luleälven) innan det når havet efter 299 kilometer. Avrinningsområdet består mestadels av skog (24 procent) och kalfjäll (51 procent). Avrinningsområdet har 22,23 kvadratkilometer vattenytor vilket ger det en sjöprocent på 15,6 procent. Delavrinningsområdet täcks till 0,36 procent av glaciärer, med en yta av 0,5169 kvadratkilometer.

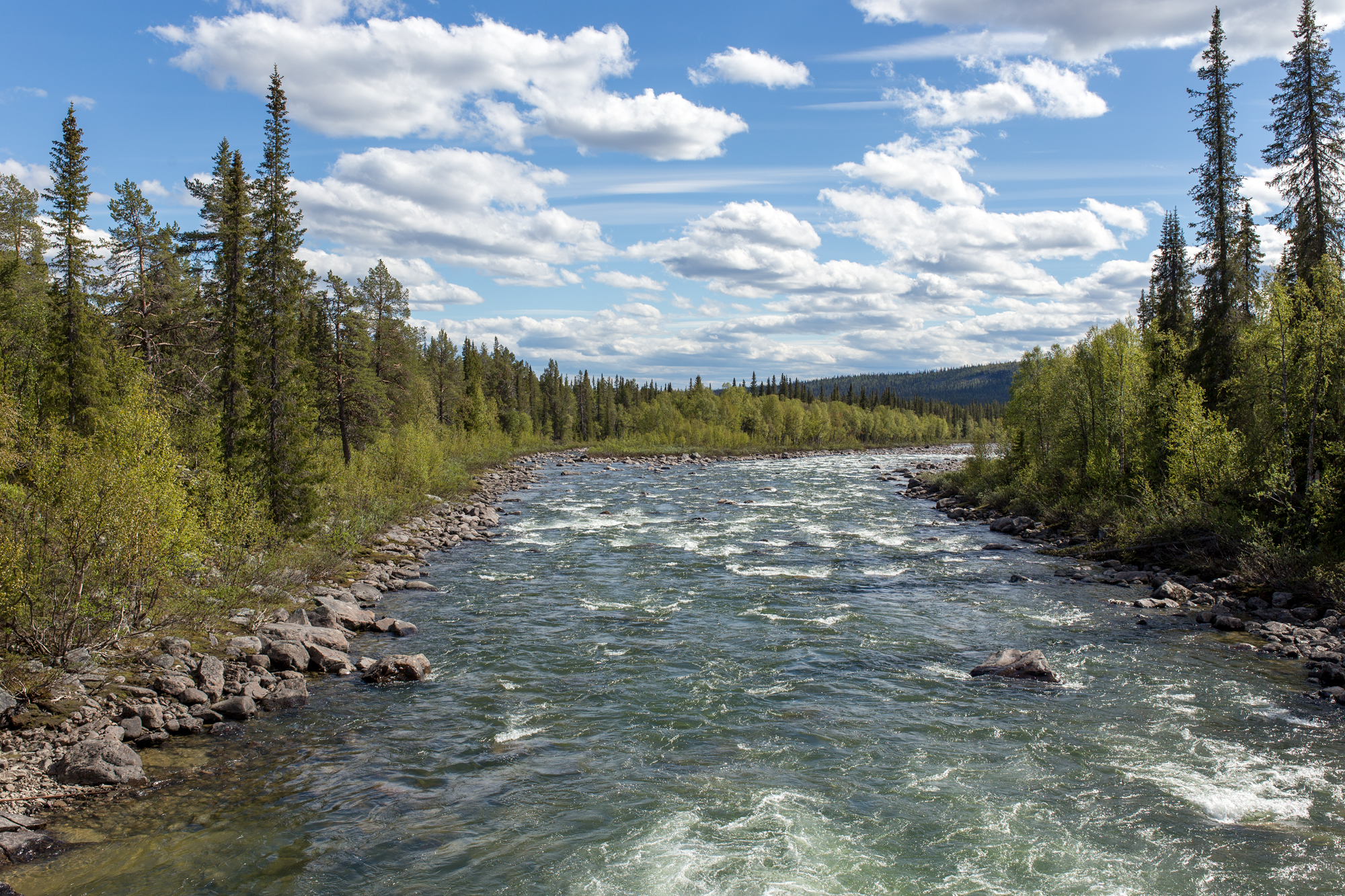
Sijddoädno strax innan inloppet i Tjaktjajávrre.

## Trafik med sjöflygplan
I sjön finns en tradition med flygningar med sjöflygplan som bland annat Hawker Osprey. Operationer finns dokumenterade så tidigt som 1948, och än idag kommer vandrare och turister denna väg med flygtaxi för att besöka Sareks nationalpark.